# Mahalat
Mahalat (hebräisch מָחֲלַת Māḥǎlat) ist der Name zweier im Tanach erwähnter Frauen. Während diese Namen im Masoretischen Text gleich lauten, differenzieren sowohl Septuaginta als auch Vulgata zwischen der Frau Esaus (altgriechisch Μαελεθ Maeleth, lateinisch Maeleth) und der Frau Rehabeams (altgriechisch Μολ(λ)αθ Mol(l)ath, lateinisch Maalath). Im Samaritanischen Pentateuch (Samaritanus) wird der Name der Frau Esaus vokalisiert als Mā’ēlat.

## Frau Esaus
Dem Buch Genesis zufolge war Mahalat eine Tochter Ismaels. Laut dieser biblischen Erzählung heiratete Esau Mahalat, nachdem er bemerkt hatte, dass seine beiden kanaanäischen Frauen von seinen Eltern Isaak und Rebekka nicht akzeptiert wurden (Gen 28,6–9 ). Diese dritte Ehe Esaus entspricht den Endogamieregeln, die in den Erzelternerzählungen den Standard bilden.
In der Genealogie Esaus Gen 36,1–15  werden Esaus Ehefrauen und Kinder aufgezählt. In dieser Liste lautet der Name der dritten Frau aber nicht Mahalat, sondern Basemat (hebräisch בָּשְׂמַת Bāśəmat). Dieser Widerspruch wurde im Samaritanus so aufgelöst, dass in Gen 36,2–3  konsequent Mahalat (Mā’ēlat) anstelle von Basemat eingesetzt wird. Den gegenteiligen Weg schlug die antike syrische Übersetzung (Peschitta) ein, indem sie in der Erzählung von Esaus dritter Heirat Gen 28,6-9 stets den Namen Basemat und nicht Mahalat bringt. Der Targum Pseudo-Jonathan löst das Problem, indem er die Namensformen Mahalat und Basemat stehen lässt und erklärt, es handle sich um die gleiche Frau.

## Frau Rehabeams
Dem 2. Buch der Chronik zufolge hatte Rehabeam, der König von Juda und Sohn Salomos, insgesamt 18 Haupt- und 60 Nebenfrauen, welche zum größten Teil nicht namentlich genannt werden. Als erste der namentlich genannten Frauen Rehabeams wird Mahalat, die Tochter des Jerimot und der Abihajil aufgezählt. Es wird überliefert, dass sie drei Söhne hatte: Jëusch, Schemarja und Saham (2. Chr 11,18–19 ). Dabei handelt es sich um Sondergut des Chronisten, das im 1. Buch der Könige keine Parallele hat.